# فوجیوارا نو تاکافوجی
فوجیوارا نو تاکافوجی (به ژاپنی: 藤原高藤 Fujiwara no Takafuji); ۱ ژانویهٔ ۰۸۳۸ – ۱۳ آوریل ۰۹۰۰) از اشراف درباری کوگیو دوره هی‌آن اهل ژاپن بود. دختر او مادر امپراتور دایگو بود.